# Semiothisa emersaria
Semiothisa emersaria är en fjärilsart som beskrevs av Arnold Pagenstecher 1900. Semiothisa emersaria ingår i släktet Semiothisa och familjen mätare. Inga underarter finns listade i Catalogue of Life.

## Bildgalleri

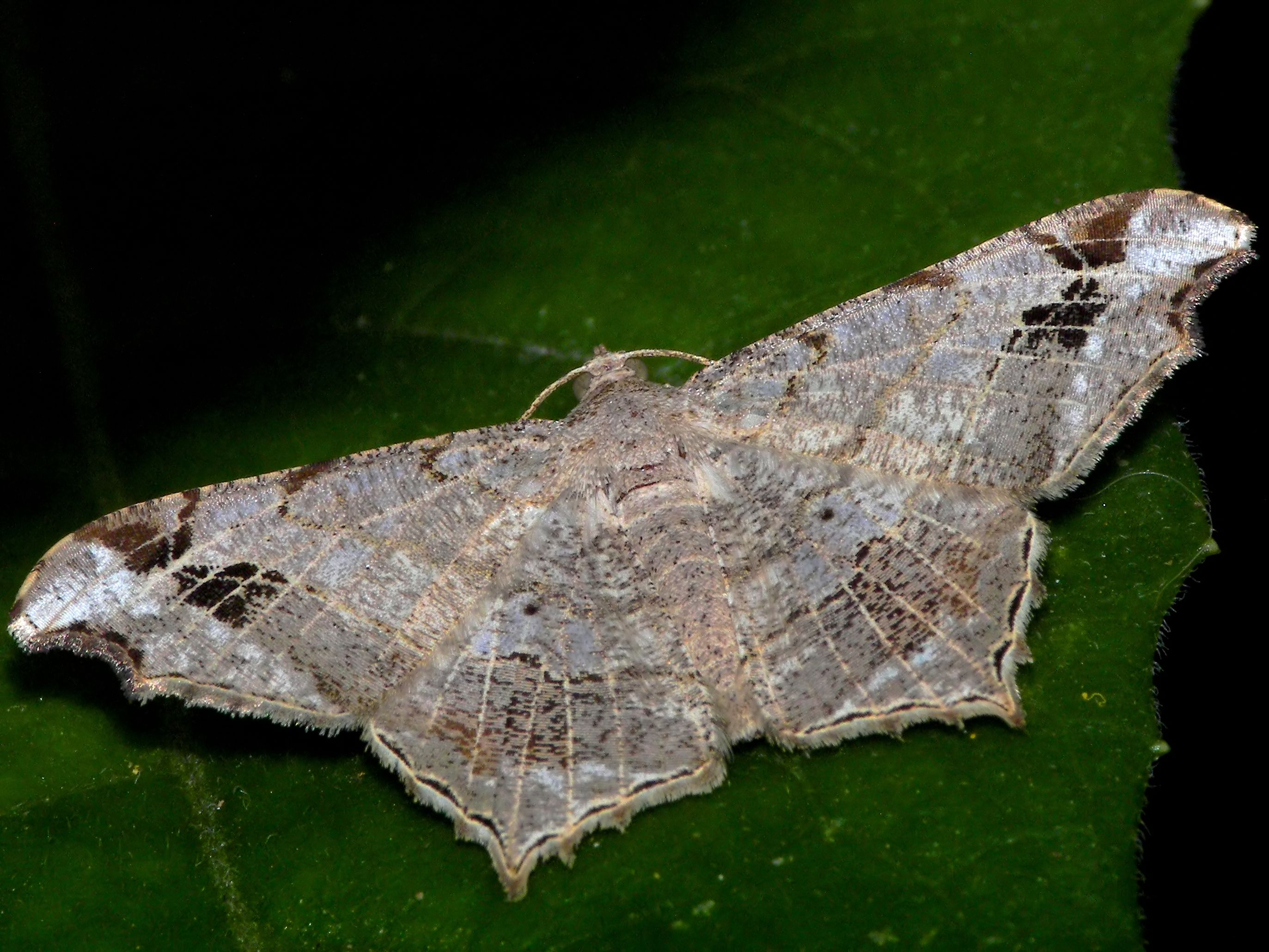
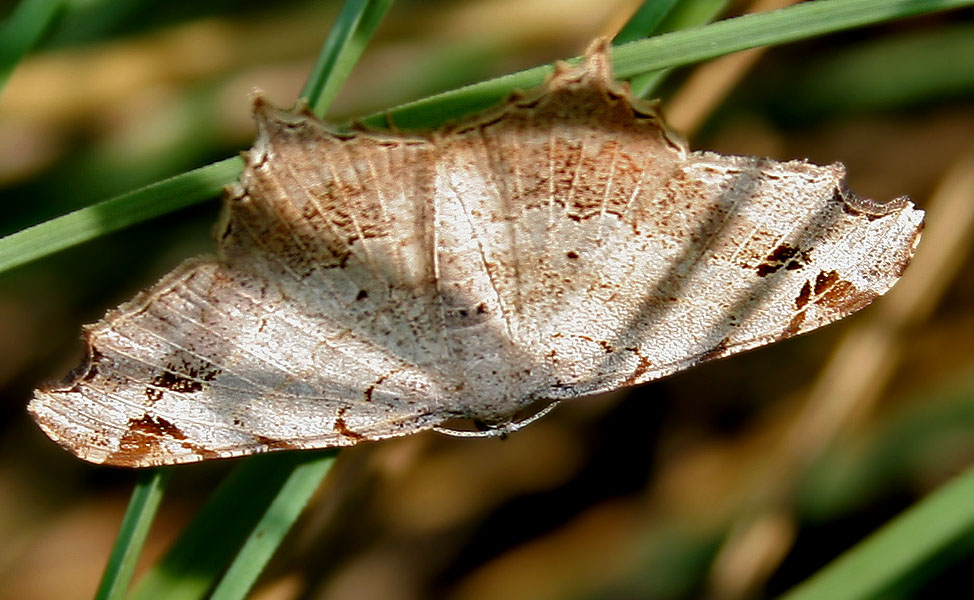